# 5414 Sokolov
5414 Sokolov este un asteroid din centura principală de asteroizi.

## Descriere
5414 Sokolov este un asteroid din centura principală de asteroizi. A fost descoperit pe 11 septembrie 1977 la Observatorul de Astrofizică din Crimeea de Nikolai Cernîh. El prezintă o orbită caracterizată de o semiaxă mare de 2,89 ua, o excentricitate de 0,09 și o înclinație de 2,1° în raport cu ecliptica.